# Ladegårdsparken
Ladegårdsparken er et socialt boligområde i den sydvestlige del af Holbæk, bygget på Holbæk Slots ladegårds jorder, hvorfra navnet stammer. Er karakteristisk ved at have to rækker beton-etagebyggerier, der snor sig over området. 
Ladegårdsparken (LGP) er en afdeling af Holbæk Boligselskab. Ladegårdsparken blev bygget i 1970'erne af flere omgange. 
Byggeriet blev først bygget som et 3-etagers betonbyggeri, hvorefter der i 1990'erne blev bygget en 4. etage på med høj rejsning. 
Der er i dag 912 lejemål i Ladegårdsparken, og der bor ca. 2.000 mennesker i boligområdet.